# Bengt Johansson (Ringer)
Karl Bengt Johansson (* 4. Januar 1926 in Hallsberg; † 9. April 2008 in Arboga) war ein schwedischer Ringer. Er war Weltmeister 1950 im griechisch-römischen Stil im Fliegengewicht.

## Werdegang
Bengt Johansson wuchs in Hallsberg auf und begann als Jugendlicher 1940 beim dortigen „Brottning Klub“ (Ringerclub) mit dem Ringen. 1948 wechselte er zu „Göteborgs Athletklub“, weil er dort bessere Entwicklungsmöglichkeiten hatte. 1949 wurde er erstmals schwedischer Meister im Fliegengewicht im griechisch-römischen Stil und bei der Europameisterschaft desselben Jahres in Istanbul im freien Stil eingesetzt. Unter sechs Teilnehmern gewann er dort durch einen Sieg über den Olympiasieger von 1948 Lennart Viitala aus Finnland die Bronzemedaille.
In Göteborg wurde Bengt dann intensiv auf die Weltmeisterschaft, die 1950 in Stockholm stattfand, vorbereitet. Den Hauptanteil daran, dass Bengt in Stockholm mit fünf Siegen und nur zwei Fehlpunkten Weltmeister im griech.-röm. Stil im Fliegengewicht wurde, trug zu einem großen Teil der finnische Trainer der schwedischen Nationalmannschaft Robert Oksa.
Auch bei der Weltmeisterschaft 1951, die in Helsinki stattfand und im freien Stil ausgetragen wurde, gewann Bengt eine Medaille, die bronzene Medaille. Ein Jahr später war er auch bei den in derselben Stadt ausgetragenen Olympischen Spielen dabei. Er startete im griechisch-römischen Stil mit drei Punktsiegen, verlor aber in der vierten Runde gegen den Sizilianer Ignazio Fabra und musste aus dem Wettbewerb ausscheiden. Er belegte aber immerhin einen guten 5. Platz.
Vier Jahre später war Bengt noch einmal bei Olympischen Spielen dabei. In Melbourne startete er wieder im Fliegengewicht, schied aber schon nach der zweiten Runde wegen Niederlagen gegen Borivoje Vukov aus Jugoslawien und Dumitru Pârvulescu aus Rumänien aus.
Er beendete daraufhin seine internationale Ringerkarriere, war aber auf nationaler Ebene noch einige Jahre aktiv. 1962 wurde er zum letzten Mal schwedischer Meister im griechisch-römischen Stil im Bantamgewicht.

## Internationale Erfolge
(OS = Olympische Spiele, WM = Weltmeisterschaft, GR = griech.-röm. Stil, F = Freistil, Fl = Fliegengewicht, Ba = Bantamgewicht, damals bis 52 kg bzw. 57 kg Körpergewicht)
- 1949, 3. Platz, EM in Istanbul, GR, Fl, mit einem Sieg über Lennart Viitala, Finnland u. Niederlagen gegen Mansoor Raissi, Iran u. Ali Yücel, Türkei;

- 1950, 1. Platz, WM in Stockholm, GR, Fl, mit Siegen über Lennart Viitala, Eugen Kronewetter, Tschechoslowakei, Giovanni Cocco, Italien, Mohamed El Ward, Ägypten u. Ali Yücel;

- 1951, 3. Platz, EM in Helsinki, GR, F, mit Siegen über Giordano De Giorgi, Italien u. Heinrich Weber, BRD u. Niederlagen gegen Mahmoud Mollaghasemi, Iran u. Ali Yücel;

- 1952, 5. Platz, OS in Helsinki, GR, Fl, mit Siegen über Franz Brunner, Österreich, Edmond Faure, Frankreich u. Maurice Mewis, Belgien u. einer Niederlage gegen Ignazio Fabra, Italien;

- 1956, 9. Platz, OS in Melbourne, GR, Fl, mit Niederlagen gegen Borivoje Vukov, Jugoslawien u. Dumitru Pârvulescu, Rumänien

## Wichtigste Länderkämpfe
- 1952, BRD gegen Schweden, GR, Fl, Punktsieger über Heinrich Weber,
- 1952, BRD gegen Schweden, GR, Fl, Punktsieger über Georg Schwaiger,
- 1954, Schweden gegen UdSSR, GR, Fl, Punktniederlage gegen I. Karawajew,
- 1954, Schweden gegen UdSSR, F, Fl, Punktniederlage gegen Mirian Zalkalamanidse,
- 1954, Schweden gegen Finnland, GR, Fl, Schultersieger über Toivanen,
- 1954, Schweden gegen Finnland, GR, Fl, Schultersieger über Nykänen,
- 1955, UdSSR gegen Schweden, GR, Fl, Punktniederlage gegen Barbetjan,
- 1956, Schweden gegen UdSSR, GR, Fl, Punktniederlage gegen Nikolai Solowjow

## Schwedische Meisterschaften
Bengt Johansson wurde schwedischer Meister im griech.-röm. Stil 1949, 1950, 1951, 1952, 1956 und 1957 im Fliegengewicht und 1962 im Bantamgewicht.